# 6lack
Ricardo Valdez Valentine, plus connu sous son nom de scène 6lack (stylisé 6LACK; et prononcé "black") est né le 24 juin 1992 à Baltimore aux États-Unis. C'est un chanteur, rappeur, auteur-compositeur américain originaire d'Atlanta. Il a connu un succès pour son single Prblms qui est sorti en juin 2016. Il a récemment signé sur les labels LoveRenaissance et Interscope,.

## Vie et carrière

### 1992-2015: jeunesse et début de carrière
Ricardo est né le 24 juin 1992 à Baltimore, dans le Maryland, et a déménagé à Atlanta, en Géorgie, avec ses parents en 1997. Ricardo est le plus âgé des 3 frères et sœurs. Sa première expérience d'enregistrement a eu lieu à l'âge de 4 ans, dans le studio de son père. Il commence à rapper dès l'âge du collège en tant que rappeur de battle et a été impliquée dans de nombreux battle dans sa jeunesse, notamment contre le rappeur Young Thug.
6lack a signé un contrat d'enregistrement avec le label International Music/Strong Arm Records de Flo Rida en juillet 2011. Il a quitté l'université de Valdosta une fois qu'il a signé et a passé les quelques années suivantes à se familiariser avec le secteur. 6lack a passé cinq ans avec le label, mettant la musique sur son compte SoundCloud. 6lack avait peu de sécurité financière et passait la plupart de son temps à dormir en studio ou dans la rue après avoir déménagé à Miami pour travailler sur la musique avec le label. 6lack a finalement quitté son label en raison de problèmes de licence artistique et de gestion.

### 2016-17:Free 6lack
Une fois qu'il a quitté le label, il a signé avec LoveRenaissance et Interscope Records. En novembre 2016, le magazine américain Rolling Stone a inclus 6lack dans sa liste des 10 nouveaux artistes à connaître. Il a ensuite publié son premier album studio, Free 6lack, qui a culminé au numéro 34 du Billboard 200. Le single Prblms de l'album culmine au 73e rang du Billboard Hot 100 et devient son premier disque de platine.
En février 2017, 6lack a annoncé la naissance de sa fille, Syx Rose Valentine. En avril 2017, il s'est joint au chanteur canadien The Weeknd en première partie de sa tournée Legend of the Fall en Amérique du Nord[réf. nécessaire].

### 2018-présent:East Atlanta Love Letter
En avril 2018, il a publié le single OTW avec Khalid et Ty Dolla Sign, qui a atteint le numéro 57 du Billboard Hot 100. Le 14 septembre 2018, 6lack a publié son deuxième album studio, East Atlanta Love Letter, dans lequel apparaissaient Future, J. Cole, Offset et Khalid. La sortie de l'album a été précédée par les singles Switch et Nonchalant.
Le 24 mars 2023, 6lack sort son troisième album, Since I Have a Lover. Avant cette sortie, le chanteur américain poste une vidéo d'un panneau d'affichage annonçant que son prochain album sortait en mars 2023 avec la légende "and finally, we're 6ack, March 2023 - #SIHAL 💐" ("et finalement, on est de retour, Mars 2023 - #SIHAL 💐"). Le 22 février 2023, 6lack a posté un extrait vidéo pour le single principal "Since I Have a Lover", annonçant qu'un album du même nom sortirait le 24 mars 2023. Le 10 mars, 6lack a sorti le single "Talkback". Le 16 mars, 6lack a sorti le single "Fatal Attraction".

## Discographie

### Albums studio
L’Edda poétique [détail des éditions]

### Singles
- Ex Calling (2016)
- Prblms (2016)
- Bless Me (2016)
- Loyal (2016)
- First Fuck (avec Jhené Aiko)(2017)
- That Far (2017)
- Grab the Wheel (avec Timbaland)(2017)
- Cutting Ties (2018)
- OTW (avec Khalid et Ty Dolla Sign)(2018)
- Switch (2018)
- Nonchalant (2018)
- ATL Freestyle (2020)

## Récompenses et nominations
| Année | Récompenses              | Catégorie                          | Nomination           | Résultat |
| ----- | ------------------------ | ---------------------------------- | -------------------- | -------- |
| 2017  | Soul Train Music Awards  | Meilleur nouvel artiste            |                      | Nommé    |
| 2018  | Grammy Awards            | Meilleur Album Urbain Contemporain | Free 6lack           | Nommé    |
| 2018  | Grammy Awards            | Meilleure performance rap/chantée  | Prblms               | Nommé    |
| 2018  | iHeartRadio Music Awards | Meilleur nouvel artiste R&B        |                      | Nommé    |
| 2018  | Soul Train Music Awards  | Meilleure collaboration            | OTW                  | Nommé    |
| 2019  | Grammy Awards            | Meilleure performance rap/chantée  | Pretty Little Fears  | Nommé    |
| 2019  | MTV Video Music Awards   | Meilleur clip R&B                  | Waves (avec Normani) | Gagné    |